# Isole Vergini Americane ai Giochi della XXXII Olimpiade
Le Isole Vergini Americane hanno partecipato ai Giochi della XXXII Olimpiade, che si sono svolti a Tokyo, in Giappone, dal 23 luglio all'8 agosto 2021. Inizialmente erano previsti dal 24 luglio al 9 agosto 2020, ma sono stati posticipati per la pandemia di COVID-19. La delegazione è composta da quattro atleti, tre uomini e una donna, impegnati in tre discipline.

## Delegazione
| Sport            | Uomini | Donne | Totale |
| ---------------- | ------ | ----- | ------ |
| Atletica leggera | 1      | 0     | 1      |
| Nuoto            | 1      | 1     | 2      |
| Tiro con l'arco  | 1      | 0     | 1      |
| Totale           | 3      | 1     | 4      |

## Risultati

### Atletica leggera
| Q | Qualificato al turno successivo per la posizione in qualificazione                                                           |
| q | Qualificato per il turno successivo per ripescaggio o, negli eventi su campo, conquistando la misura minima per qualificarsi |

Maschile
Eventi su pista e strada
| Atleta       | Evento         | Batteria  | Batteria  | Semifinale      | Semifinale      | Finale          | Finale          |
| Atleta       | Evento         | Risultato | Posizione | Risultato       | Posizione       | Risultato       | Posizione       |
| ------------ | -------------- | --------- | --------- | --------------- | --------------- | --------------- | --------------- |
| Eddie Lovett | 110 m ostacoli | 14"17     | 7º        | non qualificato | non qualificato | non qualificato | non qualificato |

### Nuoto
Femminile
| Atleta       | Evento     | Batterie | Batterie  | Semifinali  | Semifinali  | Finale      | Finale      |
| Atleta       | Evento     | Tempo    | Posizione | Tempo       | Posizione   | Tempo       | Posizione   |
| ------------ | ---------- | -------- | --------- | ----------- | ----------- | ----------- | ----------- |
| Adriel Sanes | 100 m rana | 1'02"43  | 42        | non qualif. | non qualif. | non qualif. | non qualif. |
| Adriel Sanes | 200 m rana | 2'16"87  | 33        | non qualif. | non qualif. | non qualif. | non qualif. |

Femminile
| Atleta          | Evento             | Batterie | Batterie  | Semifinali | Semifinali | Finale      | Finale      |
| Atleta          | Evento             | Tempo    | Posizione | Tempo      | Posizione  | Tempo       | Posizione   |
| --------------- | ------------------ | -------- | --------- | ---------- | ---------- | ----------- | ----------- |
| Natalia Kuipers | 400 m stile libero | 4'39"42  | 26        | N.D.       | N.D.       | non qualif. | non qualif. |

### Tiro con l'arco
Maschile
| Atleta           | Evento      | Round di qualificazione | Round di qualificazione | 32-esimi                  | 16-esimi                  | Ottavi                    | Quarti                    | Semifinali                | Finale/ Finale per il bronzo | Pos.            |
| Atleta           | Evento      | Punteggio               | Seed                    | Avversario Seed Punteggio | Avversario Seed Punteggio | Avversario Seed Punteggio | Avversario Seed Punteggio | Avversario Seed Punteggio | Avversario Seed Punteggio    | Pos.            |
| ---------------- | ----------- | ----------------------- | ----------------------- | ------------------------- | ------------------------- | ------------------------- | ------------------------- | ------------------------- | ---------------------------- | --------------- |
| Nicholas D'Amour | Individuale | 660                     | 23°                     | Tyack (AUS) P (5-6)       | non qualificato           | non qualificato           | non qualificato           | non qualificato           | non qualificato              | non qualificato |